# 詹姆士·范德比克
詹姆士·大卫·范德比克（1977年3月8日—）是美国的一位演員，出生於康乃狄克州切希爾。他最著名的作品包括在WB電視劇《戀愛時代》中飾演Dawson Leery角色，也曾演出《驚聲尖笑》系列電影。2009年，他演出的電影《被出賣的台灣》在臺灣受到關注，該片由臺裔電影人刁毓能出品。